# Takin' It Back
Takin' It Back è il quinto album in studio della cantautrice statunitense Meghan Trainor, pubblicato il 21 ottobre 2022 dall'etichetta discografica Epic Records.

## Antefatti
Successivamente alla pubblicazione del terzo album in studio Treat Myself del 2020, in cui la cantautrice si era scontrata con la propria casa discografica poiché le era stato richiesto di «adattarsi a ciò che sta accadendo nell'industria musicale» ottenendo inoltre uno scarso riscontro commerciale e da parte della critica musicale, Trainor ha pubblicato l'album natalizio A Very Trainor Christmas nello stesso anno. Nel febbraio 2021 Trainor ha dato alla luce il primo figlio, e contemporaneamente il singolo Title dal primo album in studio della cantante ottiene nuova popolarità sul social network TikTok, portando la casa discografica a intraprendere un nuovo progetto con la cantante. Nel maggio 2021 Trainor ha annunciato la sua intenzione di tornare al sound doo-wop del suo album di debutto.

## Descrizione
Takin' It Back segna il ritorno della Trainor al suo caratteristico sound doo-wop, dopo l'album di debutto Title del 2015. Il progetto vede la partecipazione di numerosi produttori, tra cui Teddy Geiger, e la collaborazione di Scott Hoying, Natti Natasha e Arturo Sandoval. La cantante ha raccontato il significato del progetto:
(Meghan Trainor)

## Tracce
1. Sensitive (featuring Scott Hoying) – 2:58 (Toby Gad, Kole, Meghan Trainor)
2. Made You Look – 2:14 (Sean Douglas, Federico Vindver, Meghan Trainor)
3. Takin' It Back – 2:21 (Ryan Trainor, Justin Trainor, Federico Vindver, Meghan Trainor)
4. Don't I Make It Look Easy – 2:34 (MoZella, Federico Vindver, Meghan Trainor)
5. Shook – 2:23 (Justin Trainor, Ryan Trainor, Sean Douglas, Gian Stone, Meghan Trainor)
6. Bad for Me (featuring Teddy Swims) – 3:33 (Wrabel, Stint, Meghan Trainor, Federico Vindver)
7. Superwoman – 2:25 (Meghan Trainor, Dan Wilson)
8. Rainbow – 3:21 (Meghan Trainor, Andrew Haas, Ian Franzino, Teddy Geiger)
9. Breezy (featuring Theron Theron) – 3:04 (Federico Vindver, Theron Thomas, Meghan Trainor, Gian Stone)
10. Mama Wanna Mambo (featuring Natti Natasha and Arturo Sandoval) – 2:56 (Natti Natasha, Sean Douglas, Federico Vindver, Arturo Sandoval, Meghan Trainor)
11. Drama Queen – 3:08 (Sean Douglas, Federico Vindver, Meghan Trainor)
12. While We're Young – 2:30 (Kid Harpoon, Tyler Johnson, Meghan Trainor)
13. Lucky – 3:08 (Gian Stone, Sean Douglas, Meghan Trainor)
14. Dance About It – 3:16 (Justin Trainor, Ryan Trainor, Meghan Trainor)
15. Remind Me – 3:20 (Meghan Trainor, Federico Vindver, MoZella)
16. Final Breath – 2:25 (Kid Harpoon, Tyler Johnson, Meghan Trainor)

## Successo commerciale
Negli Stati Uniti, Takin' It Back ha esordito alla posizione numero 16 della Billboard 200, divenendo il terzo album della cantante ad entrare nelle prime venti posizioni dopo Thank You (2016) e Title (2015).

## Classifiche
| Classifica (2022) | Posizione massima |
| ----------------- | ----------------- |
| Australia         | 30                |
| Canada            | 21                |
| Danimarca         | 37                |
| Irlanda           | 99                |
| Norvegia          | 12                |
| Paesi Bassi       | 19                |
| Regno Unito       | 67                |
| Spagna            | 82                |
| Stati Uniti       | 16                |
| Svizzera          | 98                |